# Обманный
Обма́нный — остров архипелага Северная Земля. Административно относится к Таймырскому Долгано-Ненецкому району Красноярского края.

## География
Расположен в Карском море в западной части архипелага на расстоянии около 400 метров от полуострова Жилой — западного полуострова острова Октябрьской Революции. Рядом с Обманным лежат другие малые острова Северной Земли: Базовый — в 1,5 километрах к северо-западу, Забор — в 3,8 километрах к северо-западу и острова Колосова — в 4,2 километрах к западу.

## Описание
Имеет неровную слегка вытянутую с юго-запада на северо-восток форму длиной 1,9 километра и шириной до 1,6 километра. Существенных возвышенностей нет, максимальная высота острова составляет 15 метров. Южное и восточное побережье острова обрывистое, высота обрывов достигает 6 метров. В центральной части — каменистые россыпи. Редкая тундровая растительность представлена короткой жёсткой травой и лишайниками.

## Топографические карты
- Лист карты T-46-IV,V,VI ледн. Альбанова. Масштаб: 1 : 200 000. Состояние местности на 1984-1988 год. Издание 1992 г.